# Cmentarz Żołnierzy Radzieckich w Zgierzu
Cmentarz Żołnierzy Radzieckich w Zgierzu – cmentarz wojenny żołnierzy Armii Czerwonej poległych w Zgierzu i jego okolicach.
Usytuowany jest przy ul. Parzęczewskiej. Przylega bezpośrednio do cmentarza rzymskokatolickiego pw. św. Józefa i św. Wawrzyńca, od którego oddzielony jest murem. Cmentarz został zorganizowany w latach 1945–1946. Spoczywa na nim 1850 żołnierzy (w tym 944 bezimiennych), biorących udział w walkach z Niemcami w 1945 roku podczas zmiany okupanta ziem polskich. .
Cmentarz na planie alei, po obu stronach której znajdują się mogiły, otoczony jest ceglanym parkanem. Na końcu alei znajduje się obelisk z pamiątkową tablicą, na której widnieją napisy w języku rosyjskim i polskim: „Pamięci żołnierzom Armii Czerwonej, którzy zginęli w trakcie II wojny światowej w styczniu 1945 r. podczas wyzwalania miasta Zgierz z rąk faszystowskich najeźdźców”.